# Paul Henri d’Estournelles de Constant

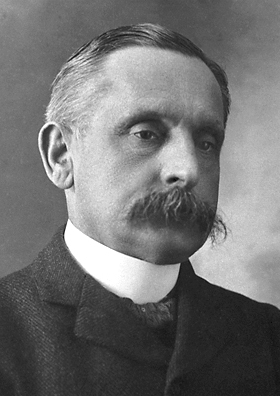
Paul Henri d’Estournelles de Constant

Paul Henri Benjamin Balluet d’Estournelles (* 22. November 1852 in La Flèche; † 15. Mai 1924 in Paris), Baron de Constant de Rebecque, war Gründer und Präsident der Französischen Parlamentarischen Gruppe für verbindliche Schiedsgerichtsbarkeit und Gründer des Komitees für die Verteidigung nationaler Interessen und internationaler Versöhnung. 1909 bekam er für seine Arbeit den Friedensnobelpreis, gemeinsam mit dem Belgier Auguste Beernaert.

## Leben und Werk

### Frühe Jahre: Ausbildung und Diplomatenzeit
Geboren wurde der Großneffe des französischen Schriftstellers Benjamin Constant in La Flèche bei Le Mans in Frankreich. Seine Jugend und Schulzeit verbrachte er in der griechischen Hauptstadt Athen, danach bereiste er Griechenland und studierte schließlich Rechtswissenschaften in Paris. Seine Erlebnisse verarbeitete er in Büchern, womit er sich in Frankreich einen Namen als Reiseschriftsteller machte. 1876 entschloss er sich, Diplomat für Frankreich zu werden. Nach einem zweijährigen Aufenthalt in London ging er 1882 als Botschaftssekretär nach Tunis. Auch seine Amtszeit dort verarbeitete er literarisch in einem Buch über die Politik Tunesiens, welches von der Académie française prämiert wurde. Nach dieser Amtszeit folgte ein kurzer Aufenthalt in Den Haag, danach ging er 1890 erneut nach London, diesmal für acht Jahre. Hier war er erst als Gesandtschaftsrat und später als bevollmächtigter Minister tätig, danach legte er sein Diplomatenamt nieder und widmete sich der Politik.

### Politische Laufbahn
Im Jahr 1895 wurde d’Estournelles erstmals als Kandidat der republikanischen Partei in das französische Abgeordnetenhaus gewählt und behielt dieses Mandat bis an sein Lebensende. Von 1904 an war er Senator.

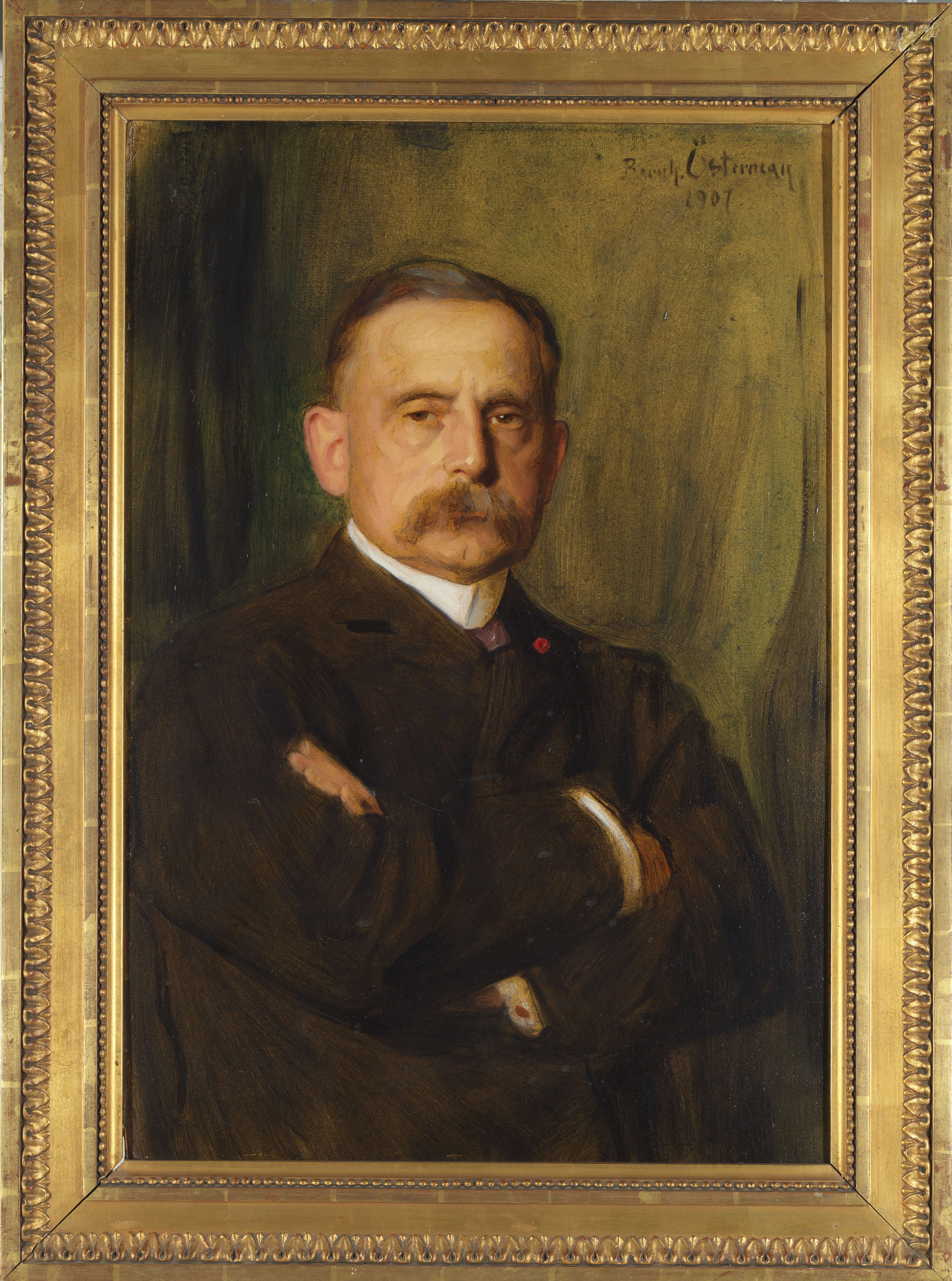
Porträt von Bernhard Österman, 1907

Seine Friedensarbeit begann 1899 als Delegierter der französischen Regierung zur ersten Haager Friedenskonferenz, nach deren Abschluss er zum Mitglied des Ständigen Schiedshofs ernannt wurde. Auf mehreren Reisen in die USA und verschiedene Länder Europas versuchte er die Idee des Schiedsgerichts zu verbreiten und Politiker und Regierungen von den Zielen zu überzeugen. Dies gelang ihm 1902 bei einem Besuch bei Theodore Roosevelt, der für einen Rechtsstreit mit Mexiko das Den Haager Schiedsgericht anrief.
1903 gründete d’Estournelles eine überparteiliche Parlamentariergruppe für freiwillige Schiedsgerichtsbarkeit in Frankreich, die einen großen Beitrag bei den abgeschlossenen Schiedsgerichtsverträgen der Jahre 1903 und 1905 leistete. Vor allem die französisch-englischen Beziehungen wurden durch die Aufsätze, Vorträge und Reisen von d’Estournelles gefördert und verbessert. 1905 gründete er das Komitee für die Verteidigung nationaler Interessen und internationaler Versöhnung, zu dem sich viele führende Personen aus Politik, Kultur und Wirtschaft zusammenschlossen und das auch von Andrew Carnegie gefördert wurde. 1907 wurde er zum Mitglied der American Philosophical Society gewählt.
Bei seiner nächsten Amerikareise 1911 war d’Estournelles zu Gast bei der Gründung der Carnegie-Stiftung zur Unterstützung internationaler Friedensbemühungen. Im gleichen Jahr wurde in Paris ein europäisches Zentrum der Stiftung eingerichtet, dessen Leiter d’Estournelles wurde. Auf der zweiten Haager Konferenz und in den Folgejahren setzte er sich massiv für eine Abrüstung und eine Verbesserung der diplomatischen Beziehungen mit Deutschland ein, änderte seine Strategie allerdings mit dem Beginn des Ersten Weltkrieges und dem Einmarsch deutscher Truppen nach Belgien. Von diesem Zeitpunkt an rief er zum Kampf gegen den deutschen Militarismus auf und versuchte aus die USA von seinem Standpunkt zu überzeugen. Nach dem Kriegsende forderte er jedoch eine pazifistische Haltung gegenüber dem deutschen Volk, dass nach seinen Worten nicht gleichzusetzen sei mit der Regierung Deutschlands. Die französischen Annexionsforderungen prangerte er massiv an.
In den Jahren nach dem Krieg arbeitete d’Estournelles vor allem am französischen Anteil des Völkerbundes und versuchte die Schwächen dieser Institution zu beseitigen. Er starb 1924 in Paris.